# 최병민
최병민(崔炳敏, 1952년 1월 30일~)은 대한민국의 경찰공무원이다. 전남 화순 출생이다.

## 학력
- 송원고등학교 졸업
- 5년제 한국방송통신대학교 행정학과 학사
- 동국대학교 행정대학원 행정학 석사

## 경력
- 강진경찰서장
- 수원남부경찰서장
- 서울지방경찰청 101경비단 부단장
- 서울은평경찰서장
- 경찰청 형사과장
- 경찰청 사이버단장
- 전남지방경찰청 차장
- 2002. 11. 경찰청 사이버단장
- 2006. 2. 경기지방경찰청 제4부장
- 2006. 12. 경기지방경찰청 제1부장
- 서울지방경찰청 보안부장
- 2007. 7. 경찰청 수사국장
- 2007. 11.~2009: 광주지방경찰청장
- 2009. 3.~2010. 1. 경찰청 차장

| 전임 이길범 | 제23대 경찰청 차장 2009년 3월 10일~2010년 1월 6일 | 후임 모강인 |